# 시상하부-뇌하수체-생식샘 축
시상하부-뇌하수체-생식샘 축(視床下部腦下垂體生殖腺영어: hypothalamic–pituitary–gonadal axis, HPG axis) 또는 시상하부-뇌하수체-성선 축은 생식샘과 시상하부 그리고 뇌하수체 사이에서 호르몬 조절에 관한 상호 관계를 조절하는 축을 가리킨다. 방출 호르몬(RH)을 통해서 시상하부에서 뇌하수체를 자극하면 생식샘 자극 호르몬이 분비되고 혈액을 통해 이동하여 생식샘에서 남성 호르몬 및 여성 호르몬이 유리되며, 이것이 혈중에 어느 정도 올라가면 되먹임하여 시상하부를 역으로 다시 자극함으로써 뇌하수체가 더 이상 자극 물질을 분비하지 못하도록 억제하는 생리작용 기작을 가리킨다.

## 방출호르몬
생식샘자극호르몬 방출호르몬(GnRH)은 시상하부에서 방출되어 이로써 뇌하수체를 자극하게 되면 뇌하수체에서 생식샘 자극 호르몬을 분비하게 되고 이후 혈액을 통해 이동하여 생식샘에 도달하여 성 호르몬이 유리되도록 한다. 이러한 호르몬들의 혈중 농도는 다시 시상하부 및 뇌하수체 전엽에 전달될 수 있는 역기작인 피드백을 하는 축을 구성하게 된다.

## 같이 보기
- 옥시토신
- 엔도르핀

## 참고 문헌
- (우리말샘) 생리작용, 기작 등
- (헬스조선, 서치클리닉-부부 사이 호르몬과 신경전달물질 황용백서)https://m.health.chosun.com/svc/news_view.html?contid=2013072202000&